# 浅香友紀
浅香友紀（あさか ゆき、1984年10月24日 - ）は、東京都出身で元フラーム（以前はルージュ所属）所属のタレント。身長160cm。血液型O型。2000年後期ファイブスターガール。

## 人物
- 1999年頃にデビュー。
- 『渋谷系女子プロレス』でドラマ初出演、共演した市川由衣とはプライベートでも大の親友。市川の公式サイトにも写真つきで仲のよさが公開されている。

本人のブログにて、2008年12月31日をもって芸能活動の休止。

## 出演

### テレビドラマ
- 渋谷系女子プロレス（2001年、テレビ朝日系）
- 仮面ライダー555 第1話 （2003年、テレビ朝日系） - 看護師役
- 世界の中心で、愛をさけぶ（2004年、TBS系） - 池田久美 役
- スローダンス （2005年、フジテレビ系）
- 特命!刑事どん亀（2006年） - 一条藍 役
- アテンションプリーズ （2006年、フジテレビ系）
- 黒い太陽（2006年、テレビ朝日系）
- 温泉若おかみの殺人推理16（2006年、テレビ朝日系） - 牧村結花 役
- 初恋net.com 〜忘れられない恋のうた〜 episode.2 ボクノスベテダッタノニ（2007年、ABC）

### ラジオ
- 「Reco」（2005年、12月4日・11日・18日・25日、TOKYO FM・JFN系列）
- NITE STYLE〜ナイショ・バナシ〜 （2006年、TOKYO FM）

### 映画
- あそこの席 （2005年）
- I LOVE 湯! （2006年）
- 13の月 （2006年）
- 絆 （2007年） - 主演

### CM
- 大塚製薬 アイリスCL-1 （2000年）
- 花王 エコマヨネーズ （2002年）
- NTTドコモ　カタログ （2002年）
- 花王 メイククリアオイルジェル （2003年）
- レイクアルサ （2005年度）
- 小林製薬 アイボン・トローリ目薬 （2006年）
- 三菱自動車工業 i（2006年）
- KDDI au（2007年~）※テレビ朝日オンタマ内のオンタマーシャルとして

### 広告
- 消防庁 全国火災予防運動ポスター（2001年秋、2002年春）
- 全国共通図書券・図書カードポスター（2002年）